# 臺鐵百年文物特展
臺鐵百年文物特展展示期間為2011年10月24日至同年12月4日，為臺灣鐵路管理局主辦的文物特別展覽，主要展覽地點為臺灣鐵路管理局臺北車站。其中，名稱中的百年指的是民國紀元100年。
該主題展覽最大特色，就是展示人力巡道車、集電弓等各式實體鐵路車輛設備，另外，也有靜態、動態及互動方式等的區域區分。其中比較引人矚目的實體設備展示區分別在Ｄ區－「軌跡演化」、Ｅ區－臺鐵所屬號誌興修及養護沿革以及展示臺鐵局機車動力原理與車輛檢修及養護沿革的「牽引動能區」。